# Вратарница
Вратарница је насељено место града Зајечара у Зајечарском округу. Према попису из 2022. било је 277 становника (према попису из 1991. било је 733 становника).
Смештено је 14 km од града Зајечара.
Село је формирано на месту на ком се налазе значајни трагови раније насељености (рудници, воденице, кречане и стари пут). Данашње насеље постоји од краја 16. века.
У селу постоји православни храм изграђен 1893. године.

## Демографија
У насељу Вратарница живи 497 пунолетних становника, а просечна старост становништва износи 53,0 година (50,0 код мушкараца и 55,4 код жена). У насељу има 234 домаћинства, а просечан број чланова по домаћинству је 2,44.
Ово насеље је великим делом насељено Србима (према попису из 2002. године), а у последња три пописа, примећен је пад у броју становника.
|  |

| Демографија | Демографија | Демографија |
| Година      | Становника  | Становника  |
| ----------- | ----------- | ----------- |
| 1948.       | 1.649       |             |
| 1953.       | 1.656       |             |
| 1961.       | 1.603       |             |
| 1971.       | 1.360       |             |
| 1981.       | 985         |             |
| 1991.       | 733         | 730         |
| 2002.       | 570         | 570         |

| Етнички састав према попису из 2002.‍ | Етнички састав према попису из 2002.‍ | Етнички састав према попису из 2002.‍ | Етнички састав према попису из 2002.‍ | Етнички састав према попису из 2002.‍ |
| ------------------------------------ | ------------------------------------ | ------------------------------------ | ------------------------------------ | ------------------------------------ |
|                                      |                                      |                                      |                                      |                                      |
| Срби                                 | Срби                                 |                                      | 553                                  | 97,01%                               |
| Роми                                 | Роми                                 |                                      | 15                                   | 2,63%                                |
| Хрвати                               | Хрвати                               |                                      | 1                                    | 0,17%                                |
| Муслимани                            | Муслимани                            |                                      | 1                                    | 0,17%                                |
| непознато                            | непознато                            |                                      | 0                                    | 0,0%                                 |

| Година пописа     | 1948. | 1953. | 1961. | 1971. | 1981. | 1991. | 2002. |
| ----------------- | ----- | ----- | ----- | ----- | ----- | ----- | ----- |
| Број домаћинстава | 377   | 387   | 390   | 347   | 324   | 271   | 234   |

| Број чланова      | 1  | 2  | 3  | 4  | 5  | 6  | 7 | 8 | 9 | 10 и више | Просек |
| ----------------- | -- | -- | -- | -- | -- | -- | - | - | - | --------- | ------ |
| Број домаћинстава | 80 | 83 | 21 | 18 | 17 | 10 | 3 | 1 | 0 | 1         | 2,44   |

| Пол    | Укупно | Неожењен/Неудата | Ожењен/Удата | Удовац/Удовица | Разведен/Разведена | Непознато |
| ------ | ------ | ---------------- | ------------ | -------------- | ------------------ | --------- |
| Мушки  | 227    | 38               | 156          | 26             | 7                  | 0         |
| Женски | 285    | 15               | 156          | 108            | 5                  | 1         |
| УКУПНО | 512    | 53               | 312          | 134            | 12                 | 1         |

| Пол    | Укупно                    | Пољопривреда, лов и шумарство | Рибарство                            | Вађење руде и камена | Прерађивачка индустрија       |
| ------ | ------------------------- | ----------------------------- | ------------------------------------ | -------------------- | ----------------------------- |
| Мушки  | 82                        | 9                             | 0                                    | 2                    | 15                            |
| Женски | 37                        | 17                            | 0                                    | 0                    | 6                             |
| УКУПНО | 119                       | 26                            | 0                                    | 2                    | 21                            |
| Пол    | Производња и снабдевање   | Грађевинарство                | Трговина                             | Хотели и ресторани   | Саобраћај, складиштење и везе |
| Мушки  | 3                         | 14                            | 5                                    | 0                    | 14                            |
| Женски | 0                         | 1                             | 2                                    | 0                    | 1                             |
| УКУПНО | 3                         | 15                            | 7                                    | 0                    | 15                            |
| Пол    | Финансијско посредовање   | Некретнине                    | Државна управа и одбрана             | Образовање           | Здравствени и социјални рад   |
| Мушки  | 1                         | 1                             | 0                                    | 0                    | 2                             |
| Женски | 0                         | 0                             | 0                                    | 2                    | 4                             |
| УКУПНО | 1                         | 1                             | 0                                    | 2                    | 6                             |
| Пол    | Остале услужне активности | Приватна домаћинства          | Екстериторијалне организације и тела | Непознато            | Непознато                     |
| Мушки  | 2                         | 0                             | 0                                    | 14                   | 14                            |
| Женски | 0                         | 0                             | 0                                    | 4                    | 4                             |
| УКУПНО | 2                         | 0                             | 0                                    | 18                   | 18                            |